# Western Union Building (Aberdeen, South Dakota)
Das Western Union Building, früher als Hagerty Block und gegenwärtig als Dacotah Prairie Museum bekannt, ist ein historisches ehemaliges Bankgebäude in Aberdeen, South Dakota. Es ist eigenständig im National Register of Historic Places eingetragen und zudem Contributing Property des Aberdeen Commercial Historic Districts.

## Geschichte

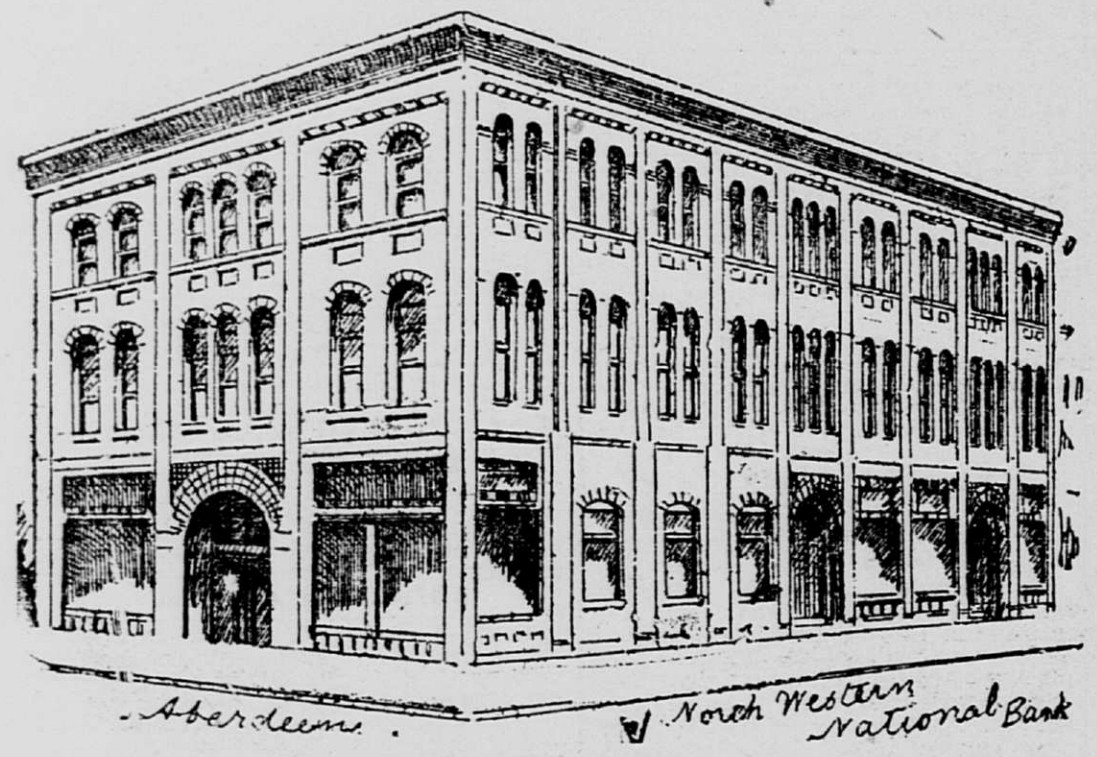
Zeichnung aus dem Jahr 1889, damals Northwestern National Bank

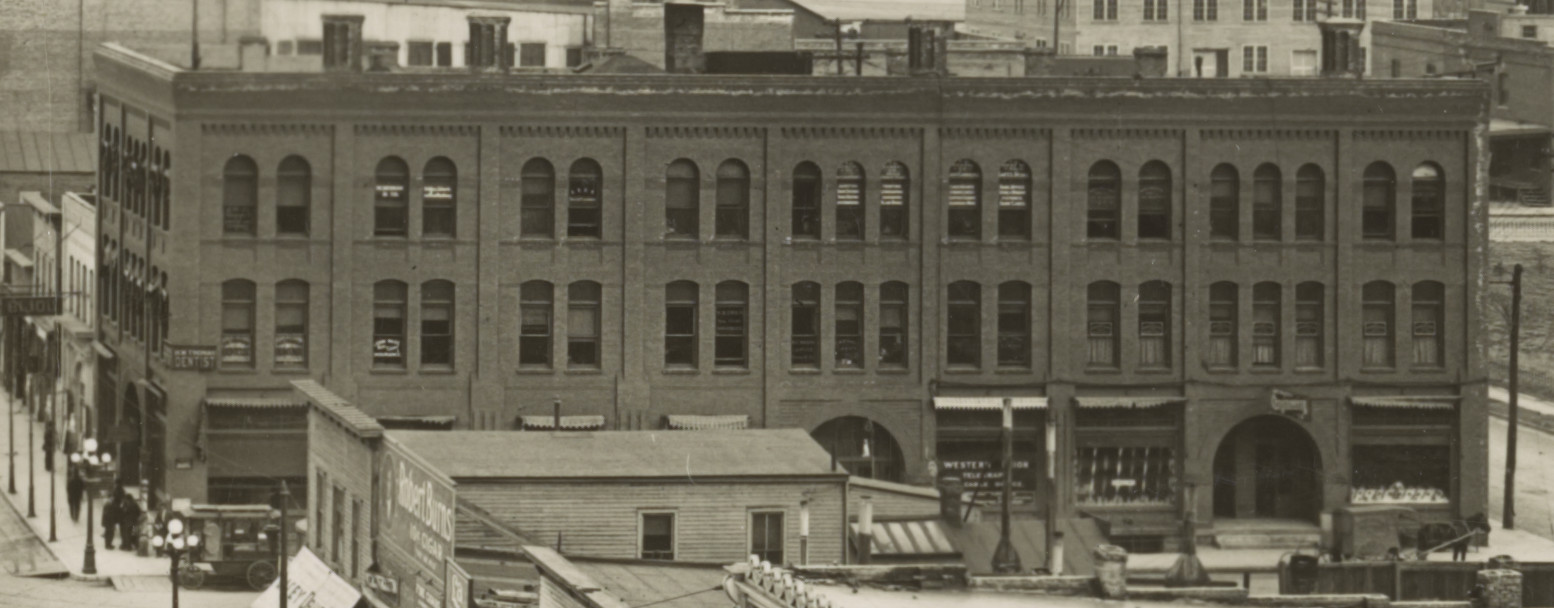
Ansicht des Gebäudes um 1912

Als die Northwestern National Bank 1988 in Aberdeen gebildet wurde, war Henry Marple ihr Präsident. Im August 1888 kaufte die Bank das Anwesen mit dem Kaufhaus 21–23 South Main Street, um hier ein neues Bankgebäude zu errichten. Der Bau dauerte von 1888 bis ins Jahr 1889, und die Bank eröffnete im Februar 1889 an der neuen Adresse. Im Mai 1891 beschädigte ein Feuer das Gebäude und vernichtete den Lebensmittelladen Kearney and Boyer. Im März 1903 wurde das Gebäude neuerlich durch einen Brand beschädigt; dieser hatte seinen Ursprung im Lebensmittelgeschäft Gamble & Robinson.
1907 wurde das Gebäude von Jay Hagerty erworben und wurde nachfolgend als Hagerty Block bekannt. 1920 übernahm Western Union, die bereits Mieter in dem Gebäude waren, die sichtbarsten Räume in dem Gebäude, das dann als Western Union Building bekannt wurde. Im Laufe der Jahre waren, abgesehen von der Bank, Büro und Lebensmittelgeschäfte in dem Gebäude untergebracht. 1970 wurde das Gebäude an das Brown County übertragen, um ein Museum zu beherbergen, das im Oktober eröffnete Dacotah Prairie Museum. Ab 1980 war das Museum alleiniger Nutzer des Gebäudes.
Das Gebäude wurde zur Aufnahme in das National Register of Historic Places nominiert, weil es das einzige noch bestehende Bankgebäude aus dem 19. Jahrhundert in Aberdeen war; es wurde am 12. Dezember 1976 in das Register aufgenommen. Es ist seit dem 23. Mai 1988 auch als Contributing Property des Aberdeen Commercial Historic District Bestandteil des National Register of Historic Places.

## Architektur
Das Western Union Building ist ein Beispiel für die Architektur der Neuromanik. Das Bauwerk ist ein dreistöckiges Gebäude aus rotem Backstein im Läuferverband. Es gibt drei primäre Eingänge, die jeweils von einem großen Bogen eingerahmt sind und ein paar Treppenstufen oberhalb des Straßenniveaus liegen. Pilaster erstrecken sich über die volle Höhe des Gebäudes und trennen die Fenster im ersten Stock sowie die Fensterpaare im zweiten und im dritten Stock des Gebäudes. Das Innere des Gebäudes wurde erneuert, doch die Fassade wurde während der Existenz des Gebäudes wenig verändert.

## Belege
1. ↑  French, 1976. S. 1
2. ↑  Artz, 1991. S. 15
3. ↑   Nubs of News: Territorial In: Bismarck Weekly Tribune, 2. November 1988 (englisch). „The Northwestern National bank has commenced business at Aberdeen. Capital $100,000.“
4. ↑   New National Banks In: The Evening Star, 23. Oktober 1888 (englisch).
5. ↑  Artz, 1991. S. 14–15
6. ↑  Dacotah Prairie Museum: About The Building. Dacotah Prairie Museum, archiviert vom Original am 24. Juni 2016; abgerufen am 1. Mai 2018 (englisch).
7. ↑  Artz, 1991. S. 17
8. ↑   Fire at Aberdeen: The Northwestern National Bank Block Badly Damaged In: Bismarck Weekly Tribune, 5. Juni 1891, S. 2 (englisch).
9. ↑   Aberdeen Scorched: Fire in the Northwestern Bank Building (Memento des Originals vom 2. Mai 2018 im Internet Archive) In: Lead Daily Call, 3. März 1903 (englisch).
10. ↑  Artz, 1991. S. 17–18
11. ↑  Artz, 1991. S. 18
12. ↑  French, 1976. S. 2–3
13. ↑  Dacotah Prairie Museum: About. Dacotah Prairie Museum, archiviert vom Original am 24. Juni 2016; abgerufen am 1. Mai 2018 (englisch).
14. ↑  French, 1976. S. 3
15. ↑  French, 1976. S. 1
16. ↑  Long, 1988. S. 11
17. ↑  Long, 1988. S. 1
18. ↑  Long, 1988. S. 11
19. ↑  Artz, 1991. S. 16
20. ↑  French, 1976. S. 2
21. ↑  Artz, 1991. S. 17
22. ↑  French, 1976. S. 2
23. ↑  Artz, 1991. S. 16
24. ↑  French, 1976. S. 2

### Bibliographie
- Edith French: National Register of Historic Places Inventory/Nomination: Western Union Building. (PDF) National Park Service, 12. Dezember 1976 (englisch). Accompanying 4 photos, from 1976. (PDF; englisch).
- Barbara Beving Long: National Register of Historic Places Inventory/Nomination: Aberdeen Commercial Historic District. (PDF) National Park Service, 23. Mai 1988 (englisch). Accompanying 12 photos, from 1987. (PDF; englisch).
- Don Artz: The Town in the Frog Pond: Stories of Builders, Buildings and Business in Aberdeen’s Commercial Historic District. Memories, Inc., 1991 (englisch, wordpress.com [PDF]).